# Campo Elías Romero Fuenmayor
Campo Elías Romero Fuenmayor (Gamarra, Cesar, 24 de enero de 1944-Barranquilla, 22 de marzo de 2001) fue un escritor, periodista, crítico de arte y docente colombiano.
Graduado de Filosofía en la Universidad Pontificia Bolivariana de Medellín, prosiguió estudios de arte en varias universidades de Estados Unidos como Bowdoin College, la Universidad Católica de América de Washington D. C. y Harvard. Desarrolló una intensa labor cultural en Barranquilla, desde su posición de profesor de Humanidades y de Arte en las universidades del Norte y del Atlántico. Fue además columnista de los diarios del Caribe y El Heraldo de Barranquilla, reportero y pianista. Fue el creador del primer museo virtual de arte de la Costa Caribe, el Museo Virtual de Estética de la Universidad del Norte.